# Josselin Garnier
Josselin Garnier (18 de junho de 1971) é um matemático francês.
Garnier estudou de 1991 a 1994 na École normale supérieure (mestrado) e obteve um doutorado em 1996 na École polytechnique, orientado por Jean-Pierre Fouque. Obteve em 2000 a habilitação na Universidade Pierre e Marie Curie. Em 2001 foi professor assistente na Universidade de Toulouse. É desde 2005 professor assistente na Universidade Paris VII (Denis Diderot), onde é desde 2007 professor pleno.
Recebeu o Prêmio Felix Klein de 2008.
Foi palestrante convidado do Congresso Internacional de Matemáticos no Rio de Janeiro (2018: Multiscale analysis of wave propagation in random media).

## Obras
- com J.-P. Fouque, George Papanicolaou: Wave propagation and time reversal in random layered media. Springer, Nova Iorque 2007, ISBN 0387308903.